# Godo-olo Airstrip
Godo-olo Airstrip (ICAO: SMGH) is een landingsstrook in het gehucht Pikienkondre of Miranda bij Godo-olo in Suriname.
De Surinaamse maatschappijen Blue Wing Airlines en Caribbean Commuter Airways verzorgen rechtstreekse lijnvluchten naar Paramaribo.